# Modoroš
Modoroš, ukrajinsky Модьорош, maďarsky Mogyorós, je vesnice v jednotném územním společenství Vyškovská venkovská komunita, v okrese Chust v Zakarpatské oblasti Ukrajiny.

## Historie
Před uzavřením Trianonské smlouvy byla ves součástí Uherska. Poté byla součástí první československé republiky. Od roku 1945 byla součástí Ukrajinské sovětské socialistické republiky, která byla součástí SSSR, a nakonec od roku 1991 je součástí samostatné Ukrajiny.